# Портрет Дмитрия Дмитриевича Куруты
«Портрет Дмитрия Дмитриевича Куруты» — картина Джорджа Доу и его мастерской из Военной галереи Зимнего дворца, с авторским повторением из собрания Русского музея.
Картина представляет собой погрудный портрет генерал-лейтенанта Дмитрия Дмитриевича Куруты из состава Военной галереи Зимнего дворца.
Во время Отечественной войны 1812 года полковник Курута был обер-квартирмейстером 5-го пехотного корпуса, отличился в Бородинском сражении и бою под Красным, за отличие произведён в генерал-майоры. Во время Заграничных походов 1813 и 1814 годов отличился в Кульмском бою, Битве народов под Лейпцигом и при взятии Парижа.
Изображён в мундире генералов Свиты Его Величества по квартирмейстерской части, введённом в 1817 году, на плечи наброшена шинель квартирмейстерской части (чёрная, против обычной для генералов зелёной шинели). Слева на груди заметен край свитского аксельбанта; по борту мундира кресты орденов прусского Красного орла 1-й степени, Св. Владимира 2-й степени, Св. Анны 1-й степени с алмазами, австрийского Леопольда 2-й степени и баварского Максимилиана Иосифа 2-й степени; справа на груди крест ордена Св. Георгия 4-го класса, серебряная медаль участника Отечественной войны 1812 года, крест ордена Св. Иоанна Иерусалимского и звёзды орденов Св. Александра Невского, польского Белого орла и Св. Владимира 2-й степени, а также Кульмский крест. А. А. Подмазо при определении орденов ошибочно счёл, что на портрете также присутствует звезда ордена Красного орла 1-й степени (на самом деле её нет) и не называет Кульмский крест. Подпись на раме: Д. Д. Курута, Генералъ Маiоръ.
7 августа 1820 года Комитетом Главного штаба по аттестации Курута был включён в список «генералов, служба которых не принадлежит до рассмотрения Комитета» и 10 февраля 1822 года император Александр I приказал написать его портрет. В это время Курута занимал должность начальника штаба при великом князе Константине Павловиче, который был главнокомандующим Польской армией, и постоянно находился в Варшаве. В феврале 1822 года он на несколько дней приезжал в Санкт-Петербург, где и позировал для портрета. Гонорар Доу был выплачен 24 февраля и 1 июля 1822 года. Готовый портрет был принят в Эрмитаж 7 сентября 1825 года.

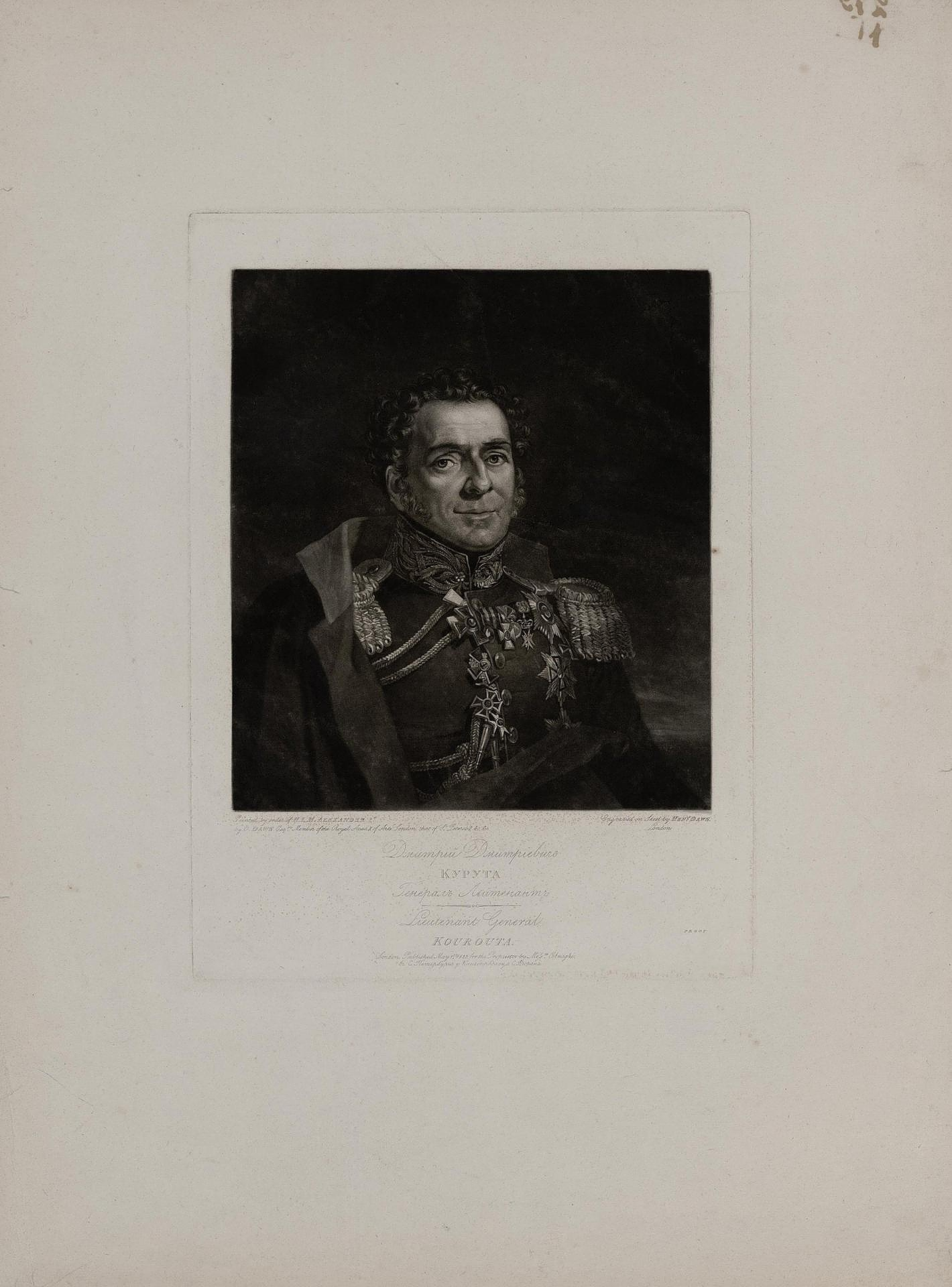
Гравюра Генри Доу по варианту портрета из Русского музея

В собрании Государственного Русского музея имеется другой портрет Куруты работы Доу: он полностью повторяет композицию галерейного портрета, отличаясь от него лишь деталями (шинель распахнута значительно шире) и наличием подписи художника: Deo Dawe RA pinx t 1823 (холст, масло, 70 × 62 см, инвентарный № Ж-4602). Этот портрет находился в собственности великого князя Михаила Павловича и до 1894 года хранился в Михайловском дворце. После выкупа Михайловского дворца в казну и устройства в нём Русского музея этот вариант портрета Д. Д. Куруты оказался в особняке графини Карловой, после Октябрьской революции был национализирован, хранился в Ленинградском музее истории города, после упразднения которого в 1929 году был передан в Русский музей. Составители научного каталога живописи Русского музея считают, что галерейный портрет является авторским повторением портрета из их собрания.
В 1823 году Лондоне фирмой Messrs Colnaghi по заказу петербургского книготорговца С. Флорана с варианта портрета, некогда принадлежавшего великому князю Михаилу Павловичу и ныне хранящегося в Русском музее, была сделана датированная 1 мая гравюра Г. Э. Доу. Отпечаток этой гравюры также имеется в собрании Эрмитажа (бумага, меццо-тинто, 61,9 × 45,3 см, инвентарный № ЭРГ-410).